# Francisco Moncion
Francisco Moncion (né le 6 juillet 1918 à Concepción de La Vega, en République dominicaine, et mort le 1er avril 1995 à Woodstock, aux États-Unis) est un danseur et chorégraphe américain.
Il était membre fondateur du New York City Ballet. Au cours de sa longue carrière, s'étendant sur une quarantaine d'années, il a créé des rôles dans des œuvres majeures de George Balanchine, Jerome Robbins, et d'autres. En plus d'être danseur et chorégraphe, il était également un peintre amateur talentueux,.

## Jeunesse et formation
Francisco Monción naquit à Concepción de La Vega, une grande ville de la province de La Vega, au centre de la République dominicaine. Sa famille immigra aux États-Unis en 1922 ou 1923, quand il avait quatre ans. Il ne commença pas à danser avant l'âge de vingt ans, et ce fut presque par accident. En 1938, il se vit offrir une bourse d'études à la School of American Ballet, récemment créée, qui recruta ensuite des étudiants de sexe masculin. Il accepta l'offre et se retrouva bientôt en cours de technique avec George Balanchine, Pierre Vladimiroff, et Anatole Oboukoff, subissant la discipline stricte de l'école russe de ballet classique. En 1942, alors qu'il était encore étudiant, il apparut dans l'ensemble du Ballet Imperial de Balanchine dans une production de la New Opera Company au Majestic Theater de New York. Cependant, alors que la Seconde Guerre mondiale faisait rage en Europe, il remit à plus tard ses pensées de devenir un danseur professionnel et s'engagea dans l'armée américaine. Après deux ans de service militaire, il fut renvoyé dans ses foyers, après quoi il revint à New York et commença sa carrière théâtrale.

## Carrière professionnelle

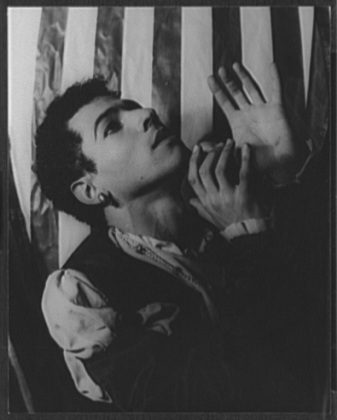
Francisco Moncion dans Sebastian.

Le premier engagement de Moncion en tant que danseur professionnel fut le rôle d’un gitan dans une reprise de Broadway de La Veuve joyeuse, la célèbre opérette de Franz Lehár, avec des danses chorégraphiées par Balanchine. À la fin de ce spectacle, en mai 1944, il rejoignit le Ballet international du marquis de Cuevas en tant que premier danseur, créant deux rôles principaux dans deux productions majeures : Sebastian d'Edward Caton et Mad Tristan de Léonide Massine, une œuvre surréaliste aux dessins spectaculaires de Salvador Dalí. De ce dernier, Edwin Denby a écrit : « Outre Dalí, il y avait un autre héros vendredi soir, Francisco Moncion, qui a pris le rôle de Tristan, il a enlevé la partie la plus acrobatique sans défaut, et plus que ça, il a projeté le personnage et l'histoire de manière convaincante, il est en effet un danseur très fin et très exceptionnellement imaginatif. »
À la suite de cet engagement, Moncion se produit brièvement avec les Ballets russes du colonel de Basil durant les premiers mois de la saison 1946-1947. Il fut ensuite l'un des premiers membres de la Ballet Society, formée par Balanchine et Lincoln Kirstein en 1947, et plus tard de son successeur, le New York City Ballet. Au cours des quatre décennies qu'il passa dans ces compagnies, il créa un certain nombre de rôles importants et participa à de nombreuses représentations historiques. Lors de la première représentation du New York City Ballet le 11 octobre 1938, il dansa dans les trois ballets du programme : Concerto Barocco, Orpheus, et Symphony in C. Des décennies plus tard, lors de la saison des vingt ans de la troupe, il apparut dans la première de la Suite n° 2 (Tchaïkovski) de Jacques d'Amboise en collaboration avec Robert Irving et John Serry Sr.,,,.

### Rôles créés
Ceci est une liste sélectionnée. La chorégraphie est de George Balanchine, sauf indication contraire. La principale source d'information est le catalogue Balanchine,,.
- 1944 : Sebastian - Chorégraphie par Edward Caton. Musique par Gian Carlo Menotti. Rôle : Sebastian, avec Viola Essen.
- 1944 : Mad Tristan - Chorégraphie par Léonide Massine. Musique par Richard Wagner. Rôle : Tristan.
- 1946 : The Four Temperaments - Musique par Paul Hindemith. Rôle : Theme 3, avec Gisella Caccialanza. C'était à la première représentation de Ballet Society.
- 1947 : Divertimento - Musique par Alexei Haieff. Rôle : premier danseur, avec Mary Ellen Moylan.
- 1948 : The Triumph of Bacchus and Ariadne. Ballet-Cantata. Musique par Vittorio Rieti. Rôle : Midas.
- 1948 : Concerto Barocco - Musique par Johan Sebastian Bach. Rôle: danseur principal, avec Marie-Jeanne et Ruth Gilbert.
- 1948 : Orpheus - Ballet in Three Scenes. Musique par Igor Stravinsky. Rôle: Ange Noir, avec Nicholas Magallanes comme Orpheus et Maria Tallchief comme Eurydice.
- 1948 : Symphony in C - Musique par Georges Bizet. Rôle : deuxième mouvement, Adagio, avec Tanaquil Le Clercq.
- 1949 : Firebird - Musique par Igor Stravinsky. Rôle : Prince Ivan, avec Maria Tallchief comme l'oiseau de feu.
- 1949 : Jinx - Chorégraphie par Lew Christensen. Musique par Benjamin Britten. Rôle: danseur principal, avec Janet Reed.
- 1950 : The Age of Anxiety - Chorégraphie par Jerome Robbins. Musique par Leonard Bernstein. Rôle : danseur principal, avec Tanaquil Le Clercq.
- 1951 : La Valse - Musique par Maurice Ravel. Rôle: Décès.
- 1952 : Picnic at Tintagel - Chorégraphie par Frederick Ashton, Musique par Arnold Bax. Rôle : Le Mari (King Mark), avec Diana Adams comme La femme (Iseult).
- 1953 : Afternoon of a Faun - Chorégraphie par Jerome Robbins. Musique par Claude Debussy. Rôle : Le garçon with Tanaquil Le Clercq as la Fille.
- 1954 : Opus 34 - Musique par Arnold Schoenberg. Rôle : La Première Fois, avec Patricia Wilde.

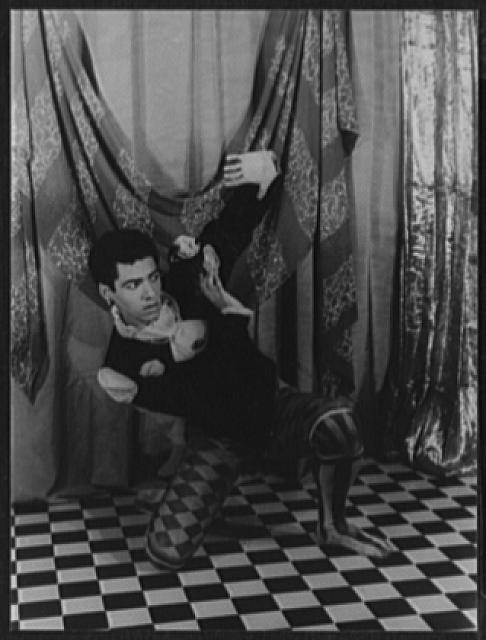
Portrait of Francisco Moncion, in Sebastian LCCN2004663350

- 1954 : The Nutcracker - Ballet classique en deux actes, quatre scènes et prologue. Musique par Pyotr Ilyich Tchaikovsky. Rôle : Café (Danse Arabe).
- 1954 : Ivesiana - Musique par Charles Ives. Rôle : Central Park dans l'obscurité, avec Janet Reed.
- 1959 : Episodes - Musique par Anton von Webern. Rôle : Ricercata, avec Melissa Hayden.
- 1960 : The Figure in the Carpet - Ballet dans cinq scènes. Musique par George Frideric Handel. Rôle : Le duc de Grenade.
- 1962 : A Midsummer Night's Dream - Ballet en deux actes et six scènes. Musique par Felix Mendelssohn. Rôle: Theseus, Duc d'Athènes.
- 1965 : Don Quixote - Ballet en trois actes. Musique par Nicolas Nabokov. Rôle : Merlin.
- 1967 : Jewels, part 1, Emeralds - Musique par Gabriel Fauré. Rôle : second danseur, avec Mimi Paul.
- 1970 : In the Night - Chorégraphie par Jerome Robbins. Musique par Frédéric Chopin. Rôle : danseur principal, avec Patricia McBride.
- 1972 : Pulcinella - Chorégraphie par Balanchine et Jerome Robbins. Musique par Igor Stravinsky. Rôle : Diable.
- 1982 : Noah and the Flood - Chorégraphie par Balanchinbe abd Jacques d'Amboise. Musique par Igor Stravinsky. Rôle : danseur principal.

### Diversité artistique
Au début de sa carrière, il était clair que Moncion ne serait jamais un vrai danseur noble. Il lui manquait l'élégance du roulement et du raffinement requis pour les rôles princiers. Pourtant, il était également clair qu'il était capable de représenter efficacement dans de nombreux rôles différents en tant que premier danseur. Il fut une figure fringante dans les danses de Balanchine pour la production Broadway de The Chocolate Soldier (1947), tourbillonnant et tournoyant avec Mary Ellen Moylan. Il fut partenaire délicatement tendre de Tanaquil Le Clercq dans Afternoon of a Faun de Jerome Robbins (1953), apportant une langueur sensuelle et féline à la partie. Il était puissamment puissant dans le rôle-titre du Fils prodigue de Balanchine, fasciné par la Siréne d'Yvonne Mounsey, puis contrit de facon déchirante alors qu'il rentrait péniblement chez son père. À l'opposé, il était hilarant comme The Husband dans The Concert de Robbins, fumant son cigare et se déplaçant sur la scène en musique de papillon. Et, bien sûr, il était mystérieusement fascinant et beau dans Orpheus, comme l'ange sombre couvant, le rôle pour lequel il se souvient peut-être le mieux

### Chorégraphies

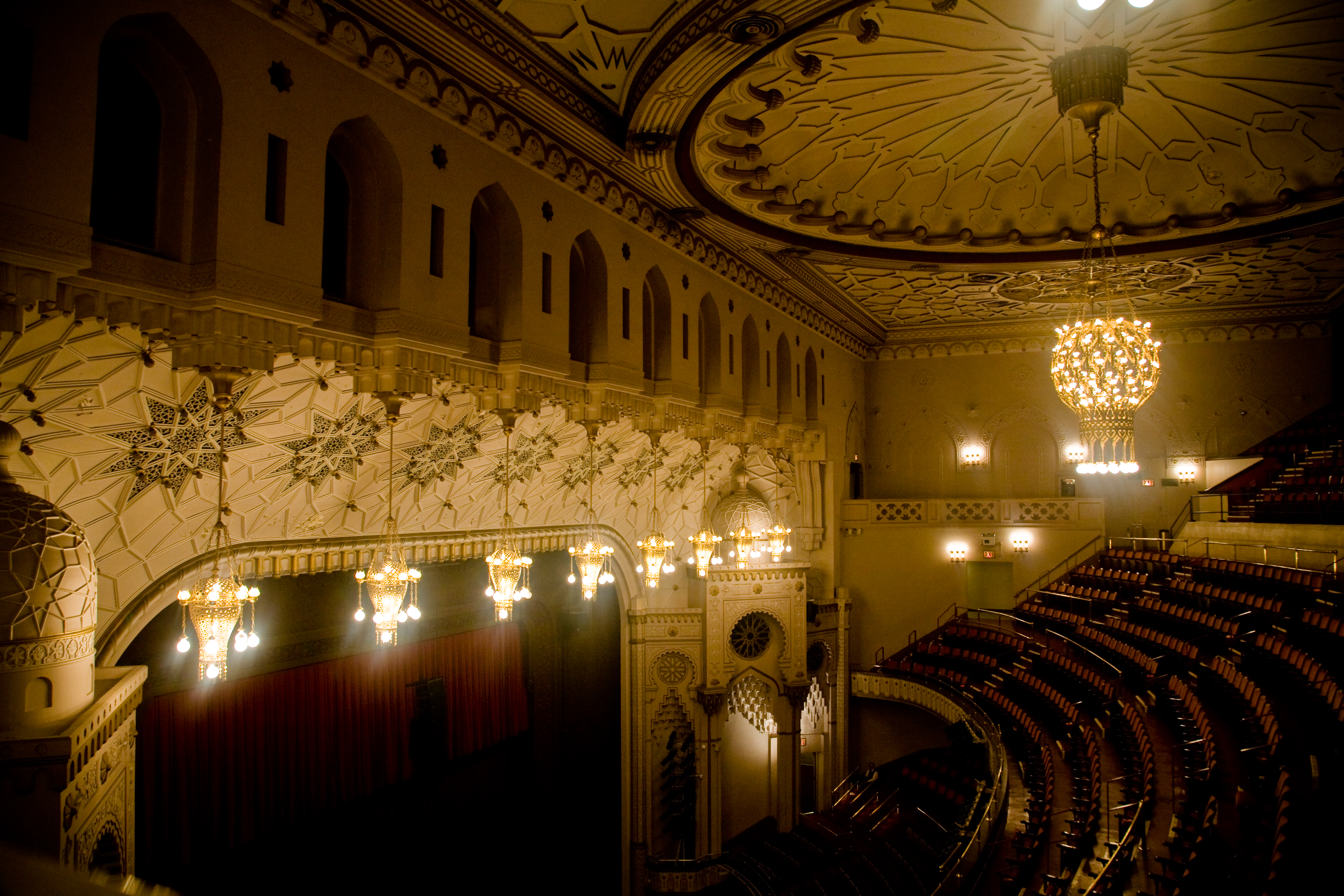
New York City Center
NYC Center auditorium 2008

Dans les années 1950 et 1960, Moncion expérimente ses propres chorégraphies. Il a fait quatre pour le New York City Ballet et deux pour d'autres compagnies,.
- 1955 : Jeux d'enfants - Un travail collaboratif avec Balanchine et Barbara Millberg. Musique de Georges Bizet.
- 1957 : Pastorale - Musique par Charles Turner.
- 1959 : Chôros no 7 -  Musique par Heitor Villa-Lobos.
- 1960 : Les Biches - Musique de Francis Poulenc.
- 1965 : Honegger Concertino - Musique par Arthur Honegger. Créé pour le Ballet de Pennsylvanie.
- 1966 : Night Song - Musique par Harold Shapero. Créé pour le Washington Ballet.

## Vie privée
Le nom de Moncion est bien connu en République dominicaine, sa famille étant liée au Général Benito Monción (1826-1898), un officier de l'armée française d'origine française qui combattit dans la Guerre de la Restauration Dominicaine. Les ancêtres de Moncion incluaient certainement des Hispaniques aussi bien que des Français et probablement des Africains noirs. La plupart des Dominicains sont d'origine ethnique et raciale mixte. En 1947, Francisco Moncion devint un citoyen des États-Unis, où il fut considéré comme un Latino des Caraïbes pour le reste de sa vie.
Après sa retraite de la scène en 1983, Moncion passa ses dernières années chez lui à Woodstock, New York, cultivant son talent considérable pour la peinture à l'huile. Ses œuvres furent montrées dans plusieurs expositions de New York. Il mourut d'un cancer à sa maison à l'âge de 76 ans.